# Francesco Spoto
Francesco Spoto (Raffadali, 8 luglio 1924 – Erira, 27 dicembre 1964) è stato un presbitero italiano, superiore generale dal 1959 al 1964 della Congregazione dei Missionari Servi dei Poveri, nota anche come Boccone del Povero, fondata dal beato Giacomo Cusmano.

## Biografia
Francesco Spoto, dopo l'infanzia trascorsa nel paese natale di Raffadali, studiò presso l'Istituto della Congregazione dei Missionari Servi dei Poveri, affrontando con successo gli studi e diventando sacerdote della stessa Congregazione il 22 luglio 1951.
Il suo ministero sacerdotale fu, nei primi tempi, dedicato a sviluppare le opere tipiche della Congregazione dei Missionari Servi dei Poveri, cioè l'accoglienza e l'educazione di bambini provenienti da famiglie povere e disagiate e l'assistenza nei confronti dei nullatenenti.
Le sue qualità umane gli valsero immediati riconoscimenti, al punto che, giovanissimo, fu eletto superiore generale della Congregazione fondata da Giacomo Cusmano il 23 luglio 1959.
Gli anni di Francesco Spoto alla guida della Congregazione furono anni di grande crescita e nuovi impegni. In particolare, Francesco Spoto fece nascere il nuovo studentato teologico a Roma e inaugurò la missione di Biringi nell'attuale Repubblica Democratica del Congo.
Quando, nel 1964, la guerra civile tra i fedeli di Patrice Lumumba e quelli di Mobutu Sese Seko giunse a toccare la missione dei Bocconisti, Francesco Spoto si recò a visitare i suoi confratelli, rimanendo intrappolato nel territorio della missione. Fatto prigioniero assieme ai suoi confratelli e picchiato a sangue, il 3 dicembre riuscì a fuggire ma, a causa degli stenti e delle percosse subite, morì pochi giorni dopo la fuga, a Erira, in Congo. Il giorno della fuga, offrì la propria vita per i tre confratelli che erano con lui: "Signore, ti offro la mia vita, ma salva i miei confratelli". I compagni sarebbero tornati tutti salvi.

## Culto
Il 14 ottobre 1984 le sue spoglie mortali sono state riportate a Palermo, dove attualmente sono sepolte, dal 1987, nella chiesa del Cuore Eucaristico di Gesù in Corso Calatafimi.
Il 16 dicembre 1992, su consenso di papa Giovanni Paolo II, è stato aperto il processo di beatificazione del Servo di Dio.
Il 26 giugno 2006 papa Benedetto XVI ha autorizzato, in udienza privata, il cardinale José Saraiva Martins, prefetto della Congregazione per le cause dei santi, a promulgare il decreto di beatificazione di padre Francesco Spoto, a motivo del riconosciuto martirio in odium fidei.
La cerimonia di beatificazione si è tenuta sabato 21 aprile 2007 nella Basilica-Cattedrale di Palermo, presieduta dall'inviato speciale di Benedetto XVI, l'arcivescovo metropolita emerito di Palermo Salvatore De Giorgi.